# Taktyka kryminalistyczna
Taktyka kryminalistyczna – nauka zajmująca się opracowywaniem zasad celowych i efektywnych działań w celu realizowania funkcji kryminalistyki.